# Motsi Mabuse

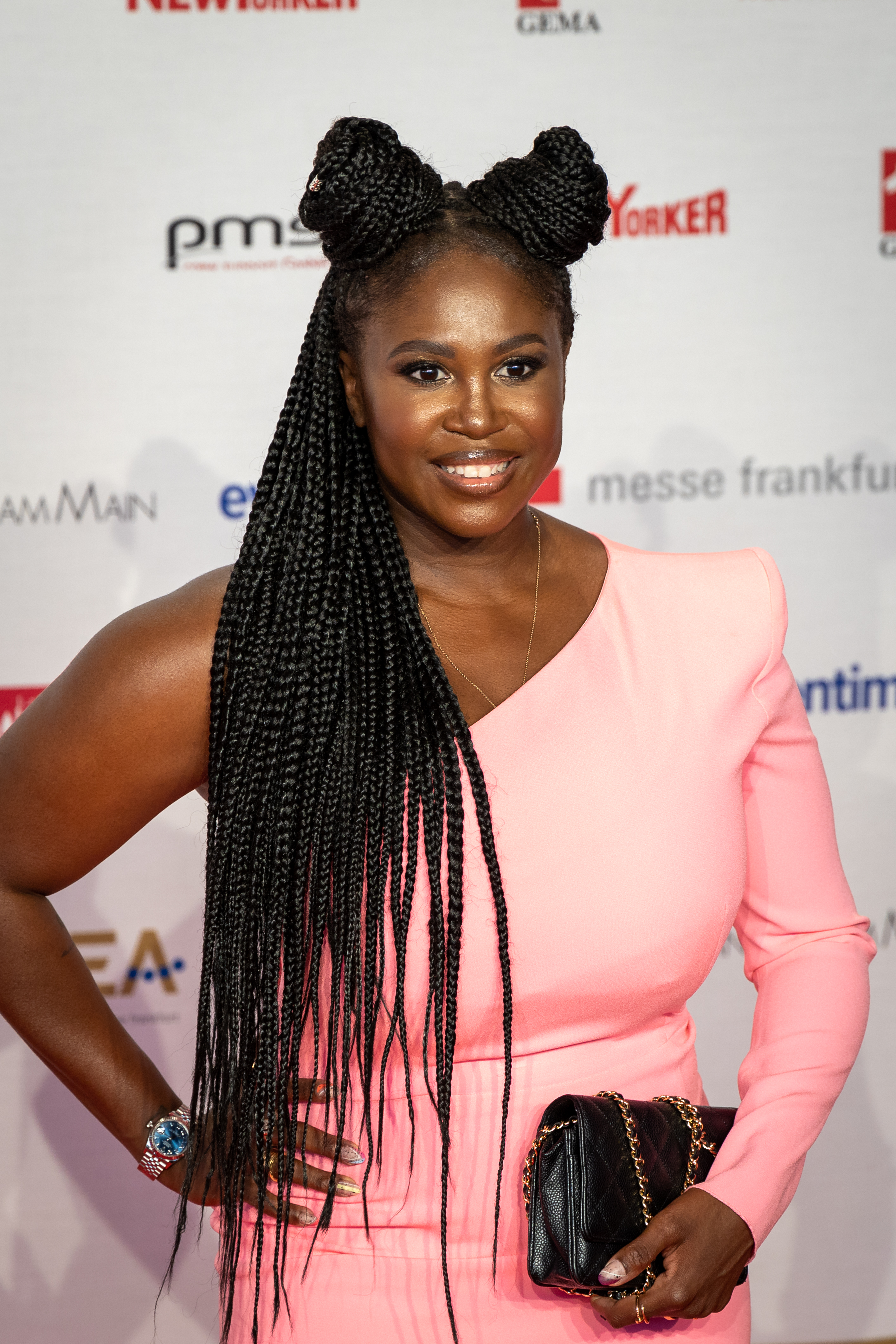
Motsi Mabuse, 2022

Motsi Mabuse (bürgerlich Motshegetsi Mabuse-Voznyuk; * 11. April 1981 in Mankwe, Bophuthatswana) ist eine südafrikanisch-deutsche Tänzerin, Tanztrainerin und Wertungsrichterin für Standard- und Lateinamerikanische Tänze. Sie wurde als Teilnehmerin und späteres Jurymitglied der RTL-Tanzshow Let’s Dance bekannt.

## Leben und Karriere
Motsi Mabuses Familie zog nach Pretoria, als sie fünf Jahre alt war. Als Elfjährige erhielt sie Tanzunterricht am North-West Arts Council. Sie besuchte die Hillview Highschool.
Im Alter von 17 Jahren schloss Mabuse die Schule ab und begann ein Jurastudium an der Universität Pretoria mit dem Ziel, später die Anwaltskanzlei ihres Vaters zu übernehmen. Zugunsten ihrer Tanzkarriere gab sie das Studium bald auf. Nachdem sie südafrikanische Vizemeisterin in den Lateinamerikanischen Tänzen geworden war, kam sie im Alter von 18 Jahren nach Deutschland.
2007 nahm Mabuse an der 2. Staffel der RTL-Tanzshow Let’s Dance teil, in der sie mit Guildo Horn tanzte. Das Paar schied in der fünften Sendung aus und belegte Platz 6. 2010 tanzte sie in der 3. Staffel an der Seite von Rolf Scheider und erreichte den fünften Platz. In der ersten Sendung war das Paar bereits ausgeschieden, erhielt aber nach der freiwilligen Aufgabe von Arthur Abraham eine zweite Chance.
Seit 2011 sitzt Mabuse neben Joachim Llambi in der Jury bei Let’s Dance. Im gleichen Jahr war sie auch Gastjurorin der RTL-Show Das Supertalent. Am 23. Mai 2014 beendete Mabuse in der Tanzshow ihre Profikarriere.
2015 war sie Jurymitglied beim Let’s-Dance-Ableger Stepping Out. Seit August 2019 ist Mabuse in der Jury der britischen Originalsendung von Let’s Dance, Strictly Come Dancing, in der ihre Schwester als Profitänzerin teilnimmt.
Am 26. Dezember 2024 erreichte Mabuse als Turkey Crown in einer Weihnachts-Spezialausgabe der britischen Version von The Masked Singer den dritten Platz.

### Privates
Mabuses drei Jahre jüngere Schwester Phemelo war südafrikanische Meisterin der Junioren im Standard- und Lateintanz. Ihre neun Jahre jüngere Schwester Otlile wurde ebenfalls Profitänzerin, Tanzsporttrainerin und Jurorin.
Beim Blackpool Dance Festival lernte sie 1999 den Tänzer Timo Kulczak kennen. Das Paar heiratete 2003 und tanzte bis 2011 gemeinsam für den Tanzsportverein Schwarz-Weiß-Club Pforzheim in der Hauptgruppe S-Latein. Die Trennung von ihrem Ehemann wurde am 13. Oktober 2014 bekannt gegeben. Von 2011 bis 2014 tanzte sie mit dem Ukrainer Evgenij Voznyuk bei den Professionals. Sie sind seit 2015 liiert, seit Juni 2017 verheiratet und im August 2018 wurden sie Eltern einer Tochter. Seit 2000 lebt sie in Stockstadt am Main. Sie betreibt mit ihrem Mann eine Tanzschule in Kelkheim.

## Erfolge
- 1998: Südafrikanische Vizemeisterin Latein[2]
- 2003 bis 2007: Finalistin Deutsche Meisterschaft Hgr. S-Latein
- 2005: Finalistin World Cup Latein sowie bei weiteren Weltranglistenturnieren
- 2006; 2007: Deutsche Vizemeisterin Hgr. S-Latein
- 2009; 2010: Deutsche Meisterschaft Hgr. S-Latein
- 2013: Deutsche Meisterschaft Professionals Latein

## Fernsehauftritte

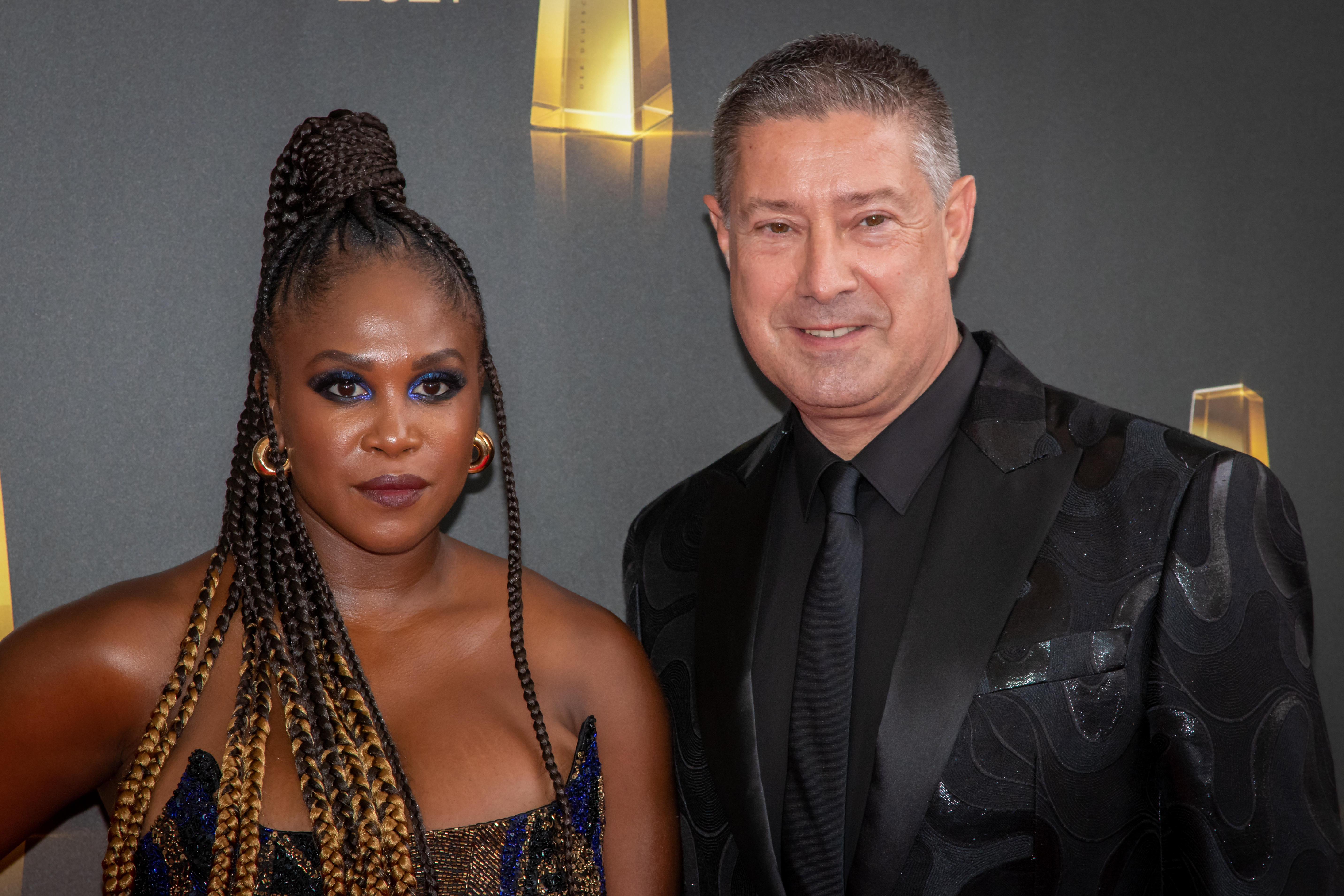
Motsi Mabuse mit Joachim Llambi, 2021

### Jury
- seit 2007: Let’s Dance (RTL, Tänzerin, Jury seit 2011)
- 2011; 2021: Das Supertalent (RTL, Jury)
- 2015: Stepping Out (RTL, Jury)
- 2016: Curvy Supermodel – Echt. Schön. Kurvig (RTL Zwei, Jury)
- seit 2019: Strictly Come Dancing (BBC One, Jury)

### Gast
- 2010: Fußball-Weltmeisterschaft 2010 (ARD, Hintergrundberichte)[19][20]
- 2012: Die Pyramide (ZDFneo, Kandidatin)
- 2013–2016: Lafer! Lichter! Lecker! (ZDF, Gast, 3 Folgen)
- 2013: Es kann nur E1NEN geben (RTL, Kandidatin)
- seit 2014: Grill den Henssler (VOX, Kandidatin, 4 Folgen)
- seit 2014: Hirschhausens Quiz des Menschen (ARD, Kandidatin, 4 Folgen)
- 2014: Nachtcafé (SWR, Gast)
- 2014: Krömer – Late Night Show (ARD, Gast)
- seit 2015: NDR Talk Show (NDR, Gast, 4 Folgen)
- 2015: Songs, die die Welt bewegten (VOX, Gast)
- 2015: Verstehen Sie Spaß? (ARD, Gast)
- seit 2016: Wer weiß denn sowas? (ARD, Kandidatin, 4 Folgen)
- 2016: The Big Music Quiz (RTL, Kandidatin)
- 2016: Frag doch mal die Maus (ARD, Kandidatin)
- 2016: Das große Backen (Sat.1, Kandidatin)
- 2017: Riverboat (MDR, Gast)
- 2017: Promi Shopping Queen (VOX, Kandidatin)
- 2017: So tickt der Mensch (Sat.1, Gast)
- 2017: Paul Panzers Comedy Spieleabend (Sat.1, Kandidatin)
- 2017: Klein gegen Groß (ARD, Kandidatin)
- 2017: Maischberger (ARD, Gast)
- 2017: Keep it in the Family (RTL, Gast)
- 2017: Promis am Herd – Wer kocht besser? (RTL Zwei, Kandidatin)
- 2017: ZDF-Fernsehgarten (ZDF, Gast)
- 2017: Ein Herz für Kinder (ZDF, Gast)
- 2017: Die ultimative Chartshow (RTL, Gast)
- 2018: 35 Jahre RTLplus – Der große Kultabend (RTLup, Gast)
- 2018: Da kommst Du nie drauf! (ZDF, Kandidatin)
- 2020: Hotel Verschmitzt (RTL, Gast)
- 2020: Big Performance – Wer ist der Star im Star? (RTL, Rateteam)[21]
- 2020: Die Carolin Kebekus Show (ARD, Gast)
- 2020; 2021, 2023: Denn sie wissen nicht, was passiert (RTL, Kandidatin)
- 2021; 2022: Showtime of my Life – Stars gegen Krebs (VOX, Trainerin)
- 2021: Zeig uns Deine Stimme! (RTL, Rateteam)
- 2021: Ehrlich Brothers live! (RTL, Gast)
- 2021: Böhmi brutzelt (ZDFneo, Gast)[22]
- 2021: Das Triell – Kampf ums Kanzleramt (RTL, Gast)
- 2022: Kölner Treff (WDR, Gast)
- 2022: Ich setz auf Dich (RTL, Rateteam)
- 2022: Studio Schmitt (ZDFneo, Gast)[23]
- 2022: One Mic Stand (Prime Video, Gast)
- 2022: Schlag den Star (ProSieben, Kandidatin)
- 2023: Unvergessen – Die Geheimnisse hinter den kultigsten RTL-Momenten (RTL, Gast)
- 2023: Jauch gegen ... (RTL, Kandidatin)
- 2023: Jetzt knallt's (RTL, Kandidatin)
- 2023: Wir gegen die! Die Kebekus Geschwister Show (ProSieben, Kandidatin)[24]
- 2024: RuPaul's Drag Race UK vs The World, Staffel 2  (BBC Three und WOW Presents Plus, Gast-Jurorin)
- 2025: Die Verräter – Vertraue Niemandem! (RTL, Kandidatin) (Gewinnerin)

### Filme
- 2016: Hexenjagd (Film)[25]
- 2020: Das Traumschiff: Kapstadt (ZDF, Gast)

### Moderation
- 2018: Was geht Hesse?! (hr-Fernsehen)
- 2018: Wer macht mich schön? (RTLup)[26][27]

## Werke
- Chili im Blut. Mein Tanz durchs Leben. Lübbe, Köln 2014, ISBN 978-3-431-03913-9.